# Where Myth Fades to Legend
Where Myth Fades to Legend – drugi album studyjny post-hardcorowego zespołu Alesana, wydany 3 czerwca 2008 roku. Podobnie jak na ich poprzednim albumie, większość piosenek dotyczy bajek i ulubionych historii wykonawców. Album został stworzony przez Steve Evetts i wyprodukowany w Los Angeles, stan Kalifornia. Utwór "Seduction" jest pierwszym singlem z albumu Where Myth Fades to Legend. Natomiast "A Most Profound Quiet" została opublikowana na ich stronie MySpace. Singiel "Seduction" wyciekł do sieci pod tytułem "Subscription" na składance Warped Tour 2008 .

## Utwory
| Nr  | Tytuł                                               | Długość |
| --- | --------------------------------------------------- | ------- |
| 1.  | "This Is Usually the Part Where People Scream"      | 3:45    |
| 2.  | "Goodbye, Goodnight for Good"                       | 3:15    |
| 3.  | "Seduction"                                         | 4:45    |
| 4.  | "A Most Profound Quiet"                             | 3:17    |
| 5.  | "Red and Dying Evening"                             | 3:27    |
| 6.  | "Better Luck Next Time, Prince Charming"            | 3:20    |
| 7.  | "The Univited Thirteenth"                           | 3:40    |
| 8.  | "Sweetheart, You Are Sadly Mistaken"                | 5:22    |
| 9.  | "And They Call This Tragedy"                        | 3:42    |
| 10. | "All Night Dance Parties In the Underground Palace" | 3:17    |
| 11. | "Endings Without Stories"                           | 3:58    |
| 12. | "As You Wish"                                       | 3:25    |
| 13. | "Obsession Is Such an Ugly Word"                    | 5:57    |

## Bonusy
Na tej płycie oprócz 13 piosenek znajdują się bonusy wideo z koncertu, jak powstawała płyta.
1. "Obsession Is Such an Ugly Word" (wideo na żywo)
2. "This Is Usually the Part Where People Scream" (wideo na żywo)
3. "The Uninvited Thirteenth" (wideo na żywo)
4. "This Conversation Is Over" (wideo na żywo)
5. "The Making of the Album" (dziesięć minut, dokumentalny)

## Twórcy
- Dennis Lee - wokal
- Shawn Milke - wokal, gitara, klawisze
- Patrick Thompson - gitara
- Adam Ferguson - gitara, wokal
- Jeremy Bryan - perkusja
- Shane Crump - bass, wokal